# François-Joseph de Gratet du Bouchage
Pour les articles homonymes, voir De Gratet du Bouchage.
François Joseph de Gratet, vicomte du Bouchage, né à Grenoble le 1er avril 1749 et mort le 12 avril 1821 à Paris, est un général d'artillerie et homme politique français, ministre de la Marine en 1792 et de 1815 à 1817, ministre des Affaires étrangères en 1792.

## Biographie

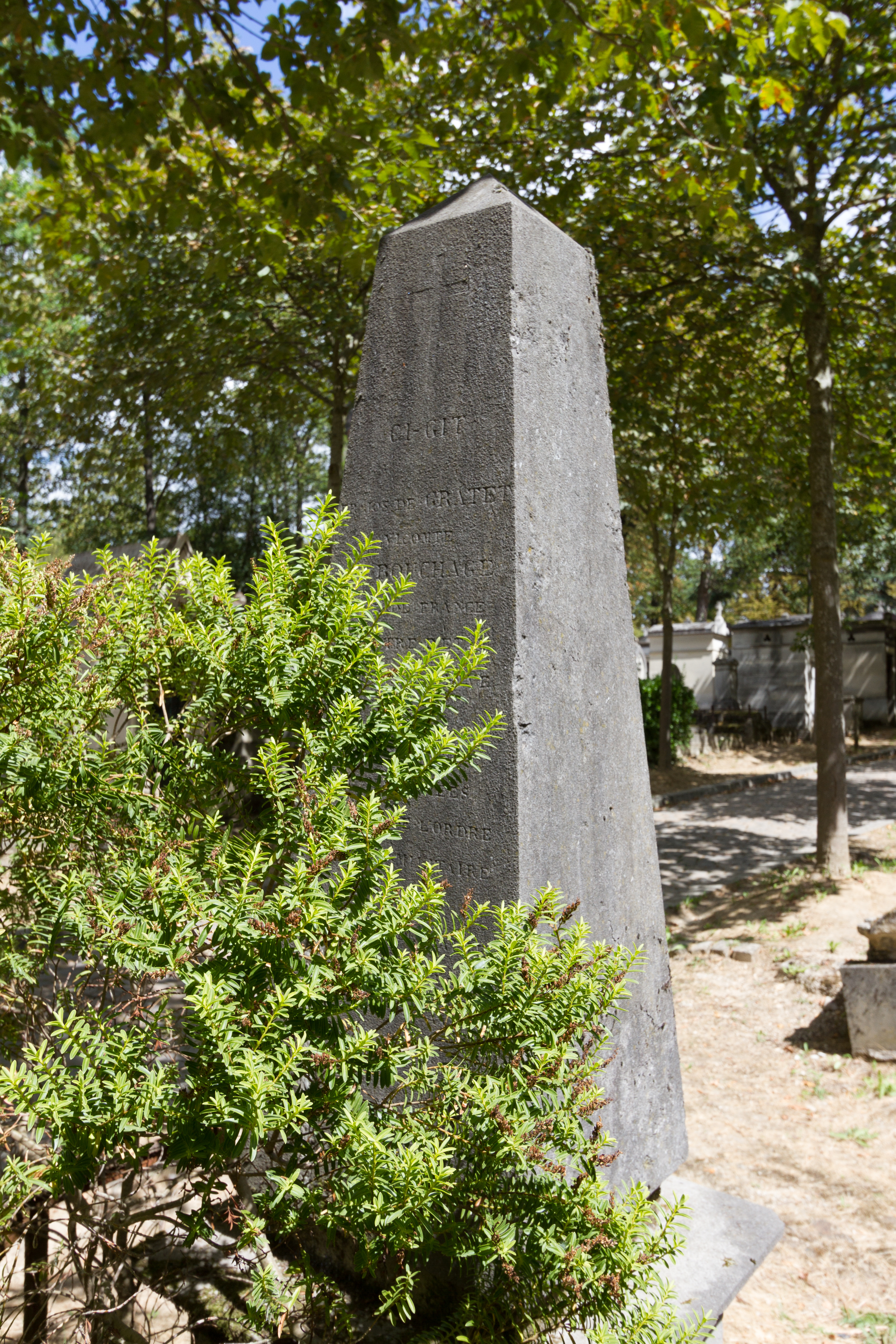
Tombe au cimetière du Père-Lachaise.

### Naissance
Né dans une famille noble du Bugey établie en Dauphiné depuis le XVIe siècle, il est le quatrième enfant de Claude-François de Gratet, comte du Bouchage, avocat à la cour et chevalier d'honneur au parlement du Dauphiné.

### Carrière
Comme son frère Marc-Joseph (1746-1829), François-Joseph embrasse la carrière militaire en entrant en 1763, à l'âge de 14 ans, dans l'artillerie de France. Officier brillant, il est nommé chef de brigade le 1er novembre 1784 lors de la création du corps royal de l'artillerie des colonies. De ce fait il passe dans la marine, qu'il ne va plus quitter.
Deux ans plus tard, au 1er mai 1786, il est sous-directeur à Brest de l'artillerie de marine. Devenu directeur au début de la Révolution, il publie en 1791 un mémoire sur l'organisation des troupes de marine qui inspire les législateurs pour leur décret du 14 juin 1792. Une réponse du chevalier de Fautras à ce mémoire laisse entendre qu'il n'est toujours à cette date que sous-directeur.
Maréchal de camp et inspecteur général de son arme le 8 juillet 1792, il refuse deux fois le portefeuille de ministre de la Marine après le renvoi de Roland, avant de se soumettre le 21 juillet. Il fut même un instant chargé par intérim des Affaires étrangères.
Il est destitué le 10 août comme contre-révolutionnaire : il conseillait à Louis XVI la résistance. Il préfère se retirer au sein de l'Assemblée : « le vicomte du Bouchage l'y accompagne donnant le bras à la Reine et tenant Madame par la main ». Le 13 août, il quitte Paris, mais n'émigre pas.
Il est arrêté quelques jours en 1805, soupçonné d'avoir des intelligences avec Londres.
Nommé commandeur de Saint-Louis en 1814, il reste inactif en apparence pendant les Cent-Jours.
Il est à nouveau ministre de la Marine le 27 septembre 1815 : il a l'idée de créer une école de marine à Angoulême ; il rétablit la caisse des Invalides.
Il se montre contraire à l'ordonnance du 5 septembre 1816 portant dissolution de la chambre introuvable, et par suite de cette opposition, doit remettre son portefeuille au comte Molé, le 22 juin 1817.
Il est nommé pair de France par ordonnance du roi du 25 juin 1817 et le même jour ministre d'État et membre du conseil privé, avec 20 000 francs de traitement.

### Mariage
Il épouse Charlotte Roland de Saulx en 1787, morte en 1804, sans enfants.

### Mort
Il meurt le 12 avril 1821 à Paris et est inhumé au cimetière du Père-Lachaise (22e division).